# Sueños
Sueños ['sŭeɲos] (deutsch: Träume) ist eine Kantate des mexikanischen Komponisten Arturo Márquez.

## Daten zum Werk
Die Kantate ist besetzt mit Sprecher, Bariton, Mezzosopran, vierstimmigem gemischten Chor und Orchester. Sie hat vier Sätze, dauert ca. 40 Minuten und ist 2017 im Verlag Peermusic veröffentlicht worden. Alle Texte sind auf Spanisch.
Das Orchester ist groß besetzt: Piccoloflöte, 2 Flöten, 2 Oboen, Englischhorn, Klarinette in Es, 2 Klarinetten in B, 2 Fagotte, Kontrafagott, 4 Hörner, 3 Trompeten, 3 Posaunen, Tuba, Pauken, 4 Schlaginstrumente, Harfe, Klavier, Streichinstrumente.

## Entstehungsgeschichte
Die Kantate wurde ursprünglich im Jahr 2005 in Mexiko unter dem Titel „Sueños: todavía“ („Träume: immer noch“) uraufgeführt. In dieser Urfassung hat sie acht Sätze, dauert mehr als eine Stunde und schließt schauspielerische und tänzerische Teile mit ein. Márquez nannte die Kantate darum auch „cantata escenica“ – „szenische Kantate“. 2017 hat Márquez unter dem kürzeren Titel „Sueños“ eine auf vier Sätze komprimierte rein konzertante Fassung im Druck veröffentlicht. Sie enthält zwar im Titel noch einen Hinweis auf szenische Elemente, aber in den Noten finden sich keinerlei Regie- und Bühnenanweisungen mehr. Ansonsten ist sie gleich besetzt wie „Sueños: todavía“. Diese Fassung wurde im März 2017 von den Chören und vom Orchester der Miami University unter der Leitung von Eduardo García Barrios in Miami/Ohio (USA) uraufgeführt und im Januar 2018 von Orchester & Chor der Universität Bremen unter Leitung von Susanne Gläß in Bremen zur europäischen Erstaufführung gebracht.

## Aufbau und Analyse
Der mexikanische Schriftsteller, Drehbuchautor und Übersetzer Eduardo Langagne hat die Texte für das gesamte Werk ins Spanische übersetzt und zusammengestellt. In allen vier Sätzen geht es um Träume und Visionen von einer idealen Welt, in jedem Satz mit einer anderen Perspektive und verkörpert durch eine jeweils andere Persönlichkeit: Guillermo Velázquez, Häuptling Seattle, Mahatma Gandhi und Martin Luther King. In der achtsätzigen Version „Sueños: todavía“ wurden zusätzlich noch Tonantzin Guadalupe, Silvestre Revueltas, Emiliano Zapata und Christovam Buarque verkörpert.

### 1. Satz: „Es un Sueño Todavía“
Der gesungene Text des ersten Satzes verwendet im ersten Teil ein Gedicht des mexikanischen Musikers und Dichters Guillermo Velázquez (* 1948), ein Vertreter des zentralmexikanischen Volksmusikstils Son huapango arribeño. Darin spielt nicht nur die Improvisation von Musik eine wichtige Rolle, sondern auch das spontane Erfinden von rhythmisch gesprochenen Texten und Versen, häufig im Wettbewerb. Es gibt also Ähnlichkeiten zum Rap und zum Poetry Slam.
Der inhaltliche Höhepunkt von Velázquez‘ Gedicht ist die letzte Zeile. Daraus ist auch der Titel von Márquez‘ Komposition dieses Satzes abgeleitet:

«El sueño de mi país, es un sueño todavía.»

„Der Traum von meinem Land ist immer noch ein Traum.“

Dieser Satz spricht ein Kernthema des mexikanischen Lebensgefühls an. Auf den ersten Blick thematisiert er, dass der mexikanische Alltag durch soziale Ungerechtigkeit und Gewalt häufig schwierig und noch unvollkommen ist. Andererseits ist aus deutscher Perspektive auffällig, wie leidenschaftlich die Mexikaner und Mexikanerinnen ihr Land lieben und wie stark ihre Vision von einem perfekten Mexiko ist. Es könnte sein, dass es dieser Traum, diese Vision von ihrem Land ist, die sie trägt, auch wenn sie gleichzeitig daran leiden, dass dieser Traum noch nicht Realität ist.
Musikalisch knüpft dieser Satz an die zahlreichen Erscheinungsformen des mexikanischen Son an: Ein schneller Tanz mit gestampften Schritten mit wechselnden Betonungen über pochenden Achteln, häufig im 6/8-Takt.

### 2. Satz: „Sin lamento“
Häuptling Seattle („Chief Seattle“) ging in die Geschichte ein durch die Rede, die er im Januar 1854 bei einer Anhörung vor dem Gouverneur des Washington-Territoriums hielt. Er bediente sich dabei seiner Muttersprache, die Rede wurde vermutlich in die verbreitetere Sprache Chinook und von dort ins Englische übersetzt und mehrfach bearbeitet. Die heute bekannten Fassungen stammen nur noch in geringen Anteilen von Chief Seattle selbst, sondern aus der Feder europäischstämmiger Übersetzer und Überarbeiter. Eduardo Langagne hat für das Libretto von Márquez‘ Kantate „Sueños“ Auszüge aus Häuptling Seattles Rede ins Spanische übersetzt, die von Arturo Márquez im zweiten Satz seiner Kantate vertont wurde.
Den Bezug zur Kultur der Indigenen stellt Márquez musikalisch am langsamen Anfang und am ebenso langsamen Ende her durch die Instrumente, die er einsetzt: Er legt ein aus nur drei verschiedenen Tönen aufgebautes virtuoses Solo für Piccoloflöte über den Sologesang der Baritonstimme und umschreibt damit tonmalerisch Vogelstimmen aus dem tropischen Regenwald. Gleichzeitig sind kleine, hohe Flöten mit wenigen verschiedenen Tönen traditionell Teil der indigenen Musikkultur. Das Gleiche gilt für die Perkussionsinstrumente, die Márquez in diesem Satz spielen lässt: das Tambor indio und Sartales (Rasseln aus Fruchtschalen oder Ziegenhufen). Auch sie sind typisch für die indigene Musik.
Eine der bekanntesten Textstellen aus der Rede von Häuptling Seattle spielt eine zentrale Rolle im lebhaften Mittelteil der Komposition:
1. Strophe
”¿Cómo comprar el cielo? ¿Cómo comprar la lluvia? ¿Cómo comprar el viento que susurra?”
„Wie kann man den Himmel kaufen? Wie kann man den Regen kaufen? Wie kann man den Wind, der flüstert, kaufen?“
2. Strophe
”¿Cómo comprar los bosques? ¿Cómo comprar las flores? ¿Cómo comprar la tierra y sus aromas?"
„Wie kann man die Bäume kaufen? Wie kann man die Blumen kaufen? Wie kann man die Erde und ihre Düfte kaufen?“
3. Strophe
”¿Cómo comprar los ríos? ¿Cómo comprar arroyos? ¿Cómo comprar el cielo y la tierra?”
„Wie kann man die Flüsse kaufen? Wie kann man Bäche kaufen? Wie kann man den Himmel und die Erde kaufen?“
4. Strophe
”Cielo y tierra no son cosas que se compran, ni collares que se cambian por objetos. No comprendo que concedan más valor y confianza a una máquina de humo, no comprendo para qué serviría a la vida si no puedo oír el canto de los pájaros.”
„Himmel und Erde sich keine Dinge, die man kauft, oder Halsketten, die man gegen Objekte eintauscht. Ich verstehe nicht, dass einer Dampfmaschine mehr Wert und Vertrauen beigemessen wird, ich verstehe nicht, wofür sie für das Leben taugen soll, wenn ich nicht den Gesang der Vögel hören kann.“
Inhaltlich sind die ersten drei Strophen dieses Abschnitts wie ein großes, staunendes und fassungsloses Kopfschütteln: „Wie können die, die da aus Europa in unser Land kommen, nur so dumm sein, den Himmel kaufen zu wollen?“ Die Musik fließt entsprechend leise in weitgespannten ruhigen Strophen dahin. Ebenso wie der Text gleichen sich auch die musikalischen Strophen strukturell als Sequenzen. Im Text der 4. Strophe nimmt Chief Seattle das Heft in die Hand und belehrt seine Schülerinnen und Schüler aus Europa: „Himmel und Erde sind keine Dinge, die man kauft“. Genau wie sich hier der Text vom Kopfschütteln zum aktiven Belehren hin verändert, so ändert auch die Musik genau an dieser Stelle ihren Charakter. Sie wird rhythmischer und intensiver, allmählich kommen immer mehr Instrumente hinzu, und sie erreicht sowohl in der Tonhöhe als auch in der Lautstärke einen Höhepunkt. Obwohl dieser Text aus Nordamerika stammt, steht er auch in Lateinamerika für Kritik an der Konsumgesellschaft.

### 3. Satz: „Aforismos“
Mahatma Gandhi gelang durch sorgfältig geplante Kampagnen des gewaltlosen Widerstands in Indien die Befreiung von der englischen Kolonialherrschaft. Sein politisches Konzept nannte er selbst „Satyagraha“, Festhalten an der Wahrheit. Im Laufe seines langen politischen Lebens fand er zahlreiche knappe und prägnante Formulierungen dafür. Sie bilden die Textgrundlage für diesen Satz.
Im dritten Satz von Márquez‘ Kantate „Sueños“, „Aforismos“, werden verschiedene dieser Formulierungen Gandhis unverbunden und einzeln in den Raum gestellt. Ein anschauliches Beispiel findet sich am Ende des Satzes:

«Ojo por ojo y todo el mundo acabará ciego.»

„Auge um Auge – und die ganze Welt wird blind.“

«No hay camino posible hacia la paz, porque siempre la paz es el camino.»

„Es gibt keinen möglichen Weg zum Frieden, denn der Frieden ist immer selbst der Weg.“

«Si no existe camino hacia la paz, la paz es el camino.»

„Wenn kein Weg existiert, der zum Frieden führt, ist der Frieden selbst der Weg.“

Márquez erschafft für diese Inhalte einen überzeitlichen, fremdartigen, fast außerirdisch anmutenden musikalischen Raum, in welchen er die Aussagen Gandhis wie zeitlose Weisheitssätze platziert. Den Eindruck der Zeitlosigkeit bewirkt er durch zahlreiche Taktwechsel. Das Fremdartige erzeugt er durch die Gleichzeitigkeit zweier Tonwelten, nämlich von lydischen Tonleitern einerseits und dazu dissonanten übermäßigen Dreiklängen andererseits, sowie durch ganz besondere, feine Klangfarben. Am auffälligsten sind die glockenartig klingenden Crotales.

### 4. Satz: „Tengo un Sueño“
„I have a dream“ („Ich habe einen Traum“) war der Titel der Rede, die Dr. Martin Luther King 1963 in Washington vor 250.000 Menschen gehalten hat und „Tengo un Sueño“ ist die Übersetzung von „I have a dream“ ins Spanische. Gedanken und Wendungen aus Kings Rede hat Márquez im 4. Satz seiner Kantate „Sueños“ aufgegriffen und vertont. King hat erfolgreich den Kampf der Schwarzen in den USA gegen die Rassentrennung und für Gleichberechtigung der Schwarzen mit den Weißen angeführt und sich dabei konsequent der Mittel des gewaltfreien Widerstands bedient. Márquez hat diesem Text musikalisch die Form einer Milonga gegeben, einer Form des Tangos. Aber dort, wo im traditionellen Tango vom Liebesleid eines Mannes gesungen wird, berichtet hier der Erzähler von der Geschichte der Sklaverei. Daran anschließend erzählt der Chor nicht wie sonst im Tango von der geliebten Frau, sondern vom Traum von der Freiheit („sueño de la libertad“), um sich schließlich die Zukunft – statt mit einer Frau – mit diesem Traum vorzustellen. Die Musik des Tangos als Ausdruck der leidenschaftlichen Sehnsucht nach etwas Unerreichbarem wird auch von Márquez in diesem Satz eingesetzt.

## Aufnahmen
Das Werk ist noch nicht auf CD eingespielt worden. Die viersätzige Fassung aus dem Jahr 2017 ist von zwei Universitätsensembles aufgeführt und von beiden als Video veröffentlicht worden: im August 2017 von den Chören und vom Orchester der Miami University unter der Leitung von Eduardo García Barrios und im Januar 2018 vom Chor und vom Orchester der Universität Bremen unter der Leitung von Susanne Gläß.

## Rezeption
Die konzertante Fassung aus dem Jahr 2017 ist noch zu jung, um auf eine breite Rezeption verweisen zu können. An der Fassung aus dem Jahr 2005 wurde die szenische und tänzerische Umsetzung in einem Artikel von Ángel Vargas in „La Journada“ vom 20. April 2006 als zu klischeehaft kritisiert.

## Noten
Arturo Márquez: Sueños (Dreams). Cantata for mixed chorus, dancers, actors, mezzo-soprano, baritone and symphony orchestra. Kantate für gemischten Chor, Tänzer, Schauspieler, Mezzosopran, Bariton und Symphonieorchester. Score Partitur & Piano/Vocal Score Klavierauszug. Peermusic Classical, New York / Hamburg 2017